# Rieupeyroux
Rieupeyroux är en kommun i departementet Aveyron i regionen Occitanien i södra Frankrike. Kommunen ligger  i kantonen Rieupeyroux som ligger i arrondissementet Villefranche-de-Rouergue. År 2022 hade Rieupeyroux 1 922 invånare.

## Befolkningsutveckling
Antalet invånare i kommunen Rieupeyroux
Referens: INSEE